# نمرود (فیروزکوه)
نمرود یک منطقهٔ مسکونی در ایران است که در دهستان شهرآباد (فیروزکوه) واقع شده‌است. نمرود ۲۸ نفر جمعیت دارد.